# Esteller (khu tự quản)
Esteller là một khu tự quản thuộc bang Portuguesa, Venezuela. Thủ phủ của khu tự quản Esteller đóng tại Píritu. Khự tự quản Esteller có diện tích 754 km2, dân số theo điều tra dân số ngày 21 tháng 10 năm 2001 là 37782 người.